# Старый орёл
«Старый орёл» или «Оут адлер» — 80-пушечный парусный линейный корабль Азовского флота России. 

## Описание корабля
Длина корабля составляла 48,8 метра, ширина — 12,8 метра, а осадка — 3,7 метра. Вооружение судна состояло из 80 орудий.

## История службы
Корабль «Старый орёл» был заложен в Воронеже в 1700 году, после спуска на воду в 1709 году вошёл в состав Азовского флота и переведён в Тавров. Строительство корабля велось корабелестроителем Федосеем Скляевым под личным руководством Петра I. Пётр I руководил постройкой корабля под псевдонимом Петра Михайлова.
В 1710 году судно перестраивалось в Таврове, но на воду весной спущено не было из-за малой воды в реке Воронеж. Корабль был разобран в Таврове в 1727 году.